# Zurndorf
Zurndorf est une commune autrichienne du district de Neusiedl am See dans le Burgenland.

## Histoire
La communauté libertaire d'extrême gauche Aktionsanalytische Organisation (AAO) ou Commune Friedrichshof était établie au hameau de Friedrichshof (de). Elle a été fondée en 1972 par l'artiste Otto Muehl et dissoute en 1990.  
1. ↑  « Einwohnerzahl 1.1.2018 nach Gemeinden mit Status, Gebietsstand 1.1.2018 », Statistik Austria (en) (consulté le 9 mars 2019)